# Yuki-onna
Yuki-onna (雪女, mulher da neve) é um espírito ou youkai encontrado no folclore japonês. É uma figura muito comum na animação, mangá e literatura japonesas.

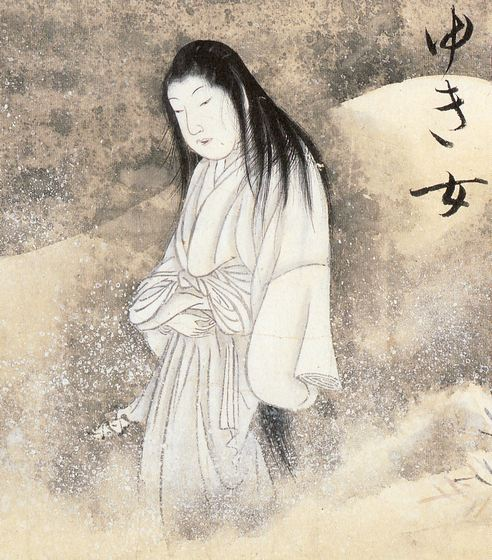
Yuki-Onna para o Hyakkai-Zukan de Sawaki Suushi (1737)

Segundo o folclore, as Yuki-Onna cantam para seduzir os homens, fazendo-os se perder nas nevascas e morrer congelados. Frequentemente elas aparecem na forma de mulheres belas e jovens, e em muitas lendas elas se apaixonam por homens e se aproximam deles, casando-se e constituindo família, tendo filhos, inclusive. Entretanto, a história de amor sempre finda com o desaparecimento dela num dia de maior bruma ou de tempestade, provavelmente quando o chamado de seu mundo se torna mais forte.

## Na cultura popular
- No filme japonês de antologia de 1964, Kwaidan, dirigido por Masaki Kobayashi, A Mulher na Neve é o tema e título do segundo capítulo.
- A banda americana de metal progressivo, Symphony X, lançou em 1988 uma canção chamada Lady of The Snow parte do álbum Twilight in Olympus, retratando a figura da Yuki-onna.
- Letty Whiterock é uma yuki-onna na série de jogos Touhou Project. Apesar de atacar o jogador, aparentemente não tem más-intenções.
- Em Yu Yu Hakusho, Yukina é uma mulher de gelo e irmã gêmea de Hiei.
- A personagem de Mizore de Rosario + Vampire é uma mulher de gelo igual a sua mãe. As duas nasceram e moram no país das mulheres de gelo.
- Em Bleach, a zanpakutou de Rukia, Sode no Shirayuki, é uma mulher de gelo.
- Em Nurarihyon no Mago, existe uma Yuki-Onna conhecida como Tsurara Oikawa.
- Em Pokémon, existe um Pokémon chamado Froslass que é baseado numa Yuki-Onna.
- Em Sakurahime Kaden, existe uma Yuki-Onna que bebeu sangue de anão, Asaguiri.
- Em Yu-Gi-Oh!, existe uma carta chamada "Ghostrick Yuki-Onna"
- Nos primeiros três volumes do anime Kanokon, há uma personagem chamada Yukihana, que também é uma Yuki-Onna, e consegue controlar a neve.
- No capítulo 31 de Monster Musume no Iru Nichijou, uma Yuki-Onna é dona de um resort' de termas.
- Ainda em Yu-Gi-Oh! existe uma carta chamada ''Frozen Fitzgerald'' que é baseado em uma Yuki-Onna.
- No anime Inuyasha em um dos capítulos o personagem Miroko é encantado por uma Yuki-Onna.
- Na série de jogos Final Fantasy, a esper Shiva é uma referencia às Yuki-Onnas. Seu nome vem do inglês Shiver (calafrio).
- No jogo Onmyoji Arena, Yuki Onna é um personagem jogável da classe mago